# Michael Špaček (lední hokejista)
Michael Špaček (* 9. dubna 1997, Pardubice) je český hokejový útočník momentálně hrající v českém týmu HC Sparta Praha. Narodil se v Pardubicích, vyrůstal v obci Dašice na Pardubicku. Dne 27. června 2015 byl draftován ve čtvrtém kole draftu NHL 2015 jako 108. celkově týmem Winnipeg Jets. Jeho hokejovými vzory jsou útočníci David Krejčí a Milan Hejduk.

## Ocenění a úspěchy
- 2015 MS-18 – Top tří hráčů v týmu
- 2016 MSJ – Top tří hráčů v týmu
- 2017 MSJ – Top tří hráčů v týmu
- 2023 SP – All-Star Tým
- 2023 SP – Nejproduktivnější hráč

## Prvenství
- Debut v ČHL – 17. září 2013 (HC ČSOB Pojišťovna Pardubice proti HC Verva Litvínov)
- První asistence v ČHL – 17. září 2014 (BK Mladá Boleslav proti HC ČSOB Pojišťovna Pardubice)
- První gól v ČHL – 19. září 2014 (Mountfield HK proti HC ČSOB Pojišťovna Pardubice, českému brankáři Pavlu Kantorovi)

## Klubové statistiky
| Sezóna       | Klub                             | Soutěž       |    | Základní část | Základní část | Základní část | Základní část | Základní část |   | Play off | Play off | Play off | Play off | Play off |
| Sezóna       | Klub                             | Soutěž       | Z  | G             | A             | B             | TM            | Z             | G | A        | B        | TM       |          |          |
| 2012/13      | HC ČSOB Pojišťovna Pardubice U18 | ČHL-18       | 39 | 28            | 22            | 50            | 69            | 2             | 0 | 0        | 0        | 2        |          |          |
| 2013/14      | HC ČSOB Pojišťovna Pardubice U18 | ČHL-18       | 6  | 4             | 5             | 9             | 8             | —             | — | —        | —        | —        |          |          |
| 2013/14      | HC ČSOB Pojišťovna Pardubice U20 | ČHL-20       | 31 | 15            | 13            | 28            | 56            | —             | — | —        | —        | —        |          |          |
| 2013/14      | HC ČSOB Pojišťovna Pardubice     | ČHL          | 4  | 0             | 0             | 0             | 0             | —             | — | —        | —        | —        |          |          |
| 2014/15      | HC ČSOB Pojišťovna Pardubice U18 | ČHL-18       | 0  | 0             | 0             | 0             | 0             | 4             | 3 | 3        | 6        | 12       |          |          |
| 2014/15      | HC ČSOB Pojišťovna Pardubice U20 | ČHL-20       | 5  | 2             | 5             | 7             | 38            | —             | — | —        | —        | —        |          |          |
| 2014/15      | HC ČSOB Pojišťovna Pardubice     | ČHL          | 40 | 5             | 7             | 12            | 12            | 4             | 0 | 0        | 0        | 0        |          |          |
| 2015/16      | Red Deer Rebels                  | WHL          | 61 | 18            | 36            | 54            | 18            | 17            | 3 | 10       | 13       | 2        |          |          |
| 2016/17      | Red Deer Rebels                  | WHL          | 59 | 30            | 55            | 85            | 34            | 7             | 4 | 8        | 12       | 6        |          |          |
| 2016/17      | Manitoba Moose                   | AHL          | 4  | 0             | 1             | 1             | 8             | —             | — | —        | —        | —        |          |          |
| 2017/18      | Manitoba Moose                   | AHL          | 70 | 17            | 21            | 38            | 24            | 6             | 1 | 2        | 3        | 20       |          |          |
| 2018/19      | Manitoba Moose                   | AHL          | 74 | 10            | 31            | 41            | 32            | —             | — | —        | —        | —        |          |          |
| 2019/20      | Manitoba Moose                   | AHL          | 45 | 9             | 11            | 20            | 2             | —             | — | —        | —        | —        |          |          |
| 2020/21      | Tappara                          | Liiga        | 18 | 5             | 8             | 13            | 4             | —             | — | —        | —        | —        |          |          |
| 2020/21      | HC Oceláři Třinec                | ČHL          | 9  | 2             | 9             | 11            | 2             | 16            | 2 | 12       | 14       | 8        |          |          |
| 2021/22      | Frölunda HC                      | SHL          | 49 | 10            | 36            | 46            | 33            | 8             | 1 | 3        | 4        | 2        |          |          |
| 2022/23      | HC Ambrì-Piotta                  | NL           | 50 | 14            | 36            | 50            | 8             | —             | — | —        | —        | —        |          |          |
| 2023/24      | HC Ambrì-Piotta                  | NL           | 48 | 17            | 33            | 50            | 10            | 4             | 0 | 0        | 0        | 0        |          |          |
| 2024/25      | Ženeva-Servette HC               | NL           | 21 | 1             | 12            | 13            | 4             | —             | — | —        | —        | —        |          |          |
| 2024/25      | HC Sparta Praha                  | ČHL          | 27 | 15            | 17            | 32            | 10            | 12            | 2 | 5        | 7        | 31       |          |          |
| Celkem v ČHL | Celkem v ČHL                     | Celkem v ČHL | 80 | 22            | 33            | 55            | 24            | 32            | 4 | 17       | 21       | 39       |          |          |

## Reprezentace
| Rok                       | Tým                       | Soutěž                    | Z  | G | A  | B  | TM |
| ------------------------- | ------------------------- | ------------------------- | -- | - | -- | -- | -- |
| 2014                      | Česko 18                  | MS-18                     | 7  | 2 | 5  | 7  | 2  |
| 2015                      | Česko 20                  | MSJ                       | 5  | 0 | 1  | 1  | 2  |
| 2015                      | Česko 18                  | MS-18                     | 5  | 1 | 4  | 5  | 0  |
| 2016                      | Česko 20                  | MSJ                       | 5  | 2 | 3  | 5  | 0  |
| 2021                      | Česko                     | MS                        | 7  | 1 | 4  | 5  | 4  |
| 2022                      | Česko                     | OH                        | 2  | 1 | 0  | 1  | 0  |
| 2022                      | Česko                     | MS                        | 10 | 1 | 0  | 1  | 0  |
| 2023                      | Česko                     | MS                        | 8  | 0 | 2  | 2  | 2  |
| 2025                      | Česko                     | MS                        | 8  | 1 | 3  | 4  | 0  |
| Juniorská kariéra celkově | Juniorská kariéra celkově | Juniorská kariéra celkově | 22 | 5 | 13 | 18 | 4  |
| Seniorská kariéra celkově | Seniorská kariéra celkově | Seniorská kariéra celkově | 35 | 4 | 9  | 13 | 6  |